# Absolventenring

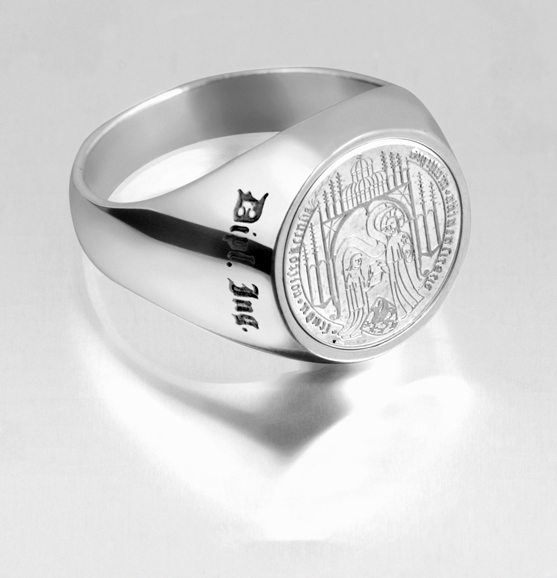
Absolventenring der Universität Rostock

Ein Absolventenring (engl. class ring) ist ein Siegelring, der in der Regel mit dem Wappen oder Logo der jeweiligen Schule versehen ist. Er kann von Absolventen an vielen Highschools, Colleges und Universitäten in den USA und Kanada erworben werden, um eine Verbundenheit mit der Bildungseinrichtung zu signalisieren. Im deutschsprachigen Raum sind Absolventenringe weitestgehend unüblich. Als Ausnahme verleiht die Theresianische Militärakademie des österreichischen Bundesheeres Absolventenringe als Auszeichnung.

## Überblick
Besonders an amerikanischen Universitäten sind Absolventenringe etabliert. Der Brauch begann 1835 an der United States Military Academy in West Point, New York. Besonders bekannt ist der MIT class ring, der jährlich von den Studenten selbst kreiert wird. In den USA geben auch andere Organisationen oder Institutionen Siegelringe heraus, auch Meisterschafts- oder Vereinsringe sind verbreitet.
Die Universität Rostock vertreibt seit 2009 einen eigenen Siegelring für Studenten und Absolventen als Merchandising-Artikel.
Siegelringe für Hochschulen können unterschieden werden in Absolventenringe und Uni-Ringe. Während Absolventenringe den fertigen Akademikern vorbehalten sind, können Uni-Ringe bereits von Studenten, Freunden der Hochschule, Mitarbeitern und Förderern getragen werden.

## Design
Der moderne Siegelring sowie der Absolventenring werden meistens als Positivring hergestellt. Er kann demnach nicht zum Siegeln verwendet werden, da das Siegel dann spiegelverkehrt auf dem Lack wäre.
In der Regel werden die Logos oder Wappen der Bildungseinrichtung verwendet. Jedoch ist auch die Verwendung von fachbereichsspezifischen Symbolen (Äskulapstab, Justitia etc.) möglich, oder eine Verbindung von beiden.
Der Absolventenring und der Uni-Ring sind prinzipiell gleich gestaltet. Ein Absolventenring hat jedoch zusätzlich auf den Seiten den erreichten Abschluss (Bachelor, Master, Diplom etc.) sowie das dazugehörige Jahr eingraviert.

## Belege
1. ↑  Business: Classy Rings. In: Time. 19. Mai 1980 (time.com [abgerufen am 2. Juli 2016]).
2. ↑  Die Uni am Finger: Ring als Andenken für den Abschluss. In: Ostsee-Zeitung. Archiviert vom Original (nicht mehr online verfügbar) am 2. Juli 2016; abgerufen am 2. Juli 2016.